# فيغديس فينبوغادوتير
فيغتيس فينبوغادوتير (بالآيسلندية: Vigdís Finnbogadóttir )‏، ولدت في 15 أبريل 1930 في ريكيافيك، وهي الرابعة من بين رؤساء إيسلندا.
شغلت منصب الرئيس من 1980 إلى غاية 1996. تحصلت على أربع ولايات متتالية. وهي أول امرأة في العالم تنتخب بالاقتراع العام المباشر على رأس السلطة التنفيذية.

## روابط خارجية
- فيغديس فينبوغادوتير على موقع الموسوعة البريطانية (الإنجليزية)
- فيغديس فينبوغادوتير على موقع مونزينجر (الألمانية)